# Listă de comune din județul Botoșani
Această listă de comune din județul Botoșani cuprinde toate cele 71 comune din județul Botoșani în ordine alfabetică.

Judeţul Botoşani

Harta județului cu împărțirea administrativ-teritorială pe comune

1. Adășeni
2. Albești
3. Avrămeni
4. Bălușeni
5. Blândești
6. Brăești
7. Broscăuți
8. Călărași
9. Cândești
10. Concești
11. Copălău
12. Cordăreni
13. Corlăteni
14. Corni
15. Coșula
16. Coțușca
17. Cristești
18. Cristinești
19. Curtești
20. Dersca
21. Dângeni
22. Dimăcheni
23. Dobârceni
24. Drăgușeni
25. Durnești
26. Frumușica
27. George Enescu
28. Gorbănești
29. Havârna
30. Hănești
31. Hilișeu-Horia
32. Hlipiceni
33. Hudești
34. Ibănești
35. Leorda
36. Lozna
37. Lunca
38. Manoleasa
39. Mihai Eminescu
40. Mihăileni
41. Mihălășeni
42. Mileanca
43. Mitoc
44. Nicșeni
45. Păltiniș
46. Pomârla
47. Prăjeni
48. Răchiți
49. Rădăuți-Prut
50. Răuseni
51. Ripiceni
52. Roma
53. Românești
54. Santa Mare
55. Stăuceni
56. Suharău
57. Sulița
58. Șendriceni
59. Știubieni
60. Todireni
61. Trușești
62. Tudora
63. Ungureni
64. Unțeni
65. Văculești
66. Vârfu Câmpului
67. Viișoara
68. Vlădeni
69. Vlăsinești
70. Vorniceni
71. Vorona

## Schimbări recente

### 2003
- Se înființează comuna Lozna, prin reorganizarea comunei Dersca.
- Se înființează comuna Dimăcheni, prin reorganizarea comunei Corlăteni.
- Se înființează comuna Cândești, prin reorganizarea comunei Mihăileni.
- Se înființează comuna Coșula, prin reorganizarea comunei Copălău.

### 2004
- Ștefănești devine oraș.
- Flămânzi devine oraș.
- Bucecea devine oraș.
- Se înființează satul Dămileni, prin reorganizarea satului Cristinești, comuna Cristinești.
- Se înființează satul Slobozia, prin reorganizarea satului Cordăreni, comuna Cordăreni.
- Se înființează satele Bașeu și Vatra, prin reorganizarea satelor Mlenăuți și Hudești, comuna Hudești.

### 2005
- Se înființează comuna Adășeni, prin reorganizarea comunei Avrămeni.

### 2006
- Se înființează satele Dobrinăuți-Hapăi, Maghera și Pustoaia prin reorganizarea comunei Vârfu Câmpului.